# Каналы Амстердама
Каналы Амстердама — собирательное название центральных каналов столицы Нидерланд. Система каналов включает в себя четыре основных водоёма  Сингел, Херенграхт, Кейзерсграхт и Принсенграхт. Основной функцией каналов является мелиорация городских территорий. По причине низкого расположения относительно уровня моря, для застройки территории была необходима её осушка.  

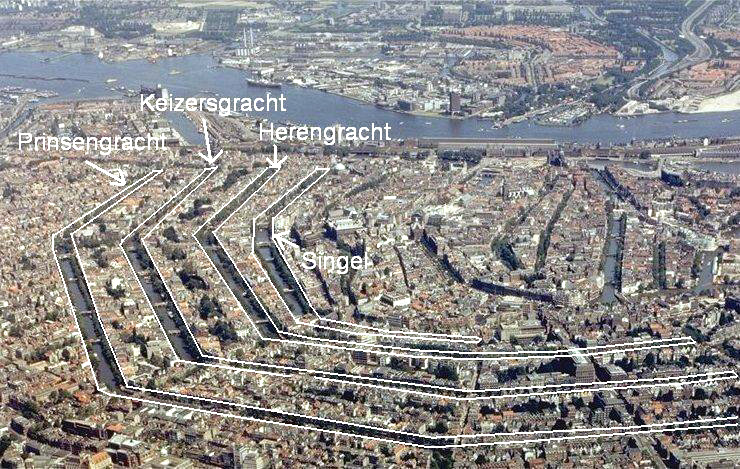
Система каналов с высоты птичьего полёта

Сингел существовал с 1428 года как ров, проходивший по западной границе города, остальные три были прорыты в XVII веке, который называют золотым веком Нидерландов. Затем на них были сооружены жилые дома и многоэтажные склады. Эти каналы образуют четыре концентрических полукольца, опоясывающих центр города. Система амстердамских каналов причислена к памятникам Всемирного наследия ЮНЕСКО.

## Главные каналы

### Сингел
Канал начинается в бухте Амстердама рядом с Центральным вокзалом и впадает в реку Амстел около площади Мюнтплейн. Он является одним из нескольких главных кольцевых опоясывающих каналов города. Канал Сингел не следует путать с каналом Сингелграхт (нидерл. Singelgracht), который стал внешней границей города только в XVII веке.
|  |

### Херенграхт
Херенграхт (Herengracht — Господский канал) — второй среди четырёх главных каналов Амстердама. Херенграхт назван в честь господ-регентов, правивших Амстердамом. На его набережных расположены двух- и трёхэтажные особняки с внутренними дворами, а его фешенебельная часть имеет прозвище «Золотая излучина» (Gouden Bocht).
|  |

### Кейзерсграхт
Кейзерсграхт (Keizersgracht — Императорский канал) — третий из четырёх главных каналов. Назван в честь императора Священной Римской империи Максимилиана I.
|  |

### Принсенграхт
Принсенграхт (Prinsengracht) — Принцев канал) — самый длинный из всех каналов Амстердама. Назван в честь принца Оранского Вильгельма I. Мосты через этот канал не соединяются напрямую с улицами в районе Иордан.
|  |

## История
В 1428—1450 годах был выкопан городской ров, Сингел (Singel) и некоторое время носил название Стейдеграхт (Stedegracht — Городской канал). В процессе роста города, особенно при расширении строительства в 1585 году, Сингел стал одним из его внутренних каналов. В XVII веке канал называли Конингсграхтом (Koningsgracht — Королевский канал) в честь французского короля Генриха IV.
Строительство трёх новых (Херенграхт, Кейзерсграхт и Принсенграхт) центральных каналов началось в 1612 году по инициативе мэра города Франса Хендриксзона Утгенса и по чертежам городского плотника Хендрика Якобсзона Стаатса и городского геодезиста Лукаса Янсзона Синка. Каналы шли только до Лейдсеграхта — только в 1658 году их продлили до Амстела и за Амстел, но за ним каналы не продолжают нумерацию и называются «новыми» (Nieuwe Herengracht, Nieuwe Keizersgracht, Nieuwe Prinsengracht). За Амстелом «новые» каналы заходят в еврейский квартал и идут почти до зоопарка.

## Функция
Изначально каналы были построены для осушки городской земли в целях расширения города. Побочной функцией являлся транспорт (для этого параллельные основные каналы были соединены малыми перпендикулярными). Так же внешний канал имел оборонительную функцию, поскольку являлся границей города. 
В дополнении к вышеупомянутым функциям, в наши дни прогулки по каналам стали популярным развлечением у туристов, на каналах пришвартованы «дома на воде», где проживают люди.
|  |  |  |